# پارک فورست (ایلینوی)
پارک فورست (به انگلیسی: Park Forest) یک روستا در ایالات متحده آمریکا است که در ایلینوی واقع شده‌است. پارک فورست ۱۲٫۸۵ کیلومتر مربع مساحت و ۲۱٬۹۷۵ نفر جمعیت دارد و ۲۱۷٫۰۲ متر بالاتر از سطح دریا قرار دارد.